# Vorarlberská univerzita aplikovaných věd
Vorarlberská univerzita aplikovaných věd (německy Fachhochschule Vorarlberg; zkráceně FHV) v Dornbirnu je rakouská univerzita aplikovaných věd ve spolkové zemi Vorarlbersko. Vzdělává se na ní přibližně 1370 studentů v bakalářských a magisterských oborech zaměřených na obchod, strojírenství & technologie, design a sociální práce. Univerzita je také aktivní v oblasti výzkumu a intenzivně spolupracuje s regionálními firmami a institucemi. V současné době je považována za jednu z nejlepších rakouských univerzit v oblasti aplikovaných technologií.
Mnoho firem spolupracujících s FHV patří ve svých oblastech mezi světové lídry. Úzká spolupráce s těmito špičkovými společnostmi znamená, že si studenti mohou vybrat z řady stáží a absolventi mají tak vynikající pracovní vyhlídky. Vysoký počet výzkumných zakázek od soukromých firem je důkazem silného propojení s technologicky vyspělými společnostmi.

## Ocenění
- Rakouská stavitelská cena za rok 2000
- Národní cena za inovaci za rok 2013 (zvláštní ocenění VERENA pro Thien eDrives GmbH ve spolupráci s FHV)
- 2014: Nejlepší rakouská univerzita aplikovaných věd v oblasti technologie
- 2014: Rakouská cena za ekologickou výchovu („Ethify Yourself“)
- 2014, 2016, 2017: Národní cena za univerzitu aplikovaných věd přátelskou k rodině (uděluje Spolkové ministerstvo pro rodinu a mládež)
- 2016: Vorarlberská vědecká cena (udělena Dr. habil. Dana Seyringer, PhD, Výzkumné centrum pro mikrotechnologie)
- 2016, 2017: Cena Erasmus + (za vynikající kvalitu při organizování mobility studentů a zaměstnanců)[2]
- Univerzita již získala několik ocenění za mezinárodní orientaci a vysokou kvalitu svých aktivit v oblasti mobility. Ocenění posledních let zahrnují zapojení do evropského kreditního systému ECTS, evropský dodatek k diplomu a několikanásobné získání štítku E-Quality a ceny za celoživotní učení.
- Při porovnání jídelen provedeném v březnu 2019 mezi 30 veřejnými univerzitami v Rakousku na základě kritérií transparentnosti, původu a vegetariánských a veganských alternativ dosáhla Vorarlberská univerzita aplikovaných věd první místo.[3]

## Studijní programy

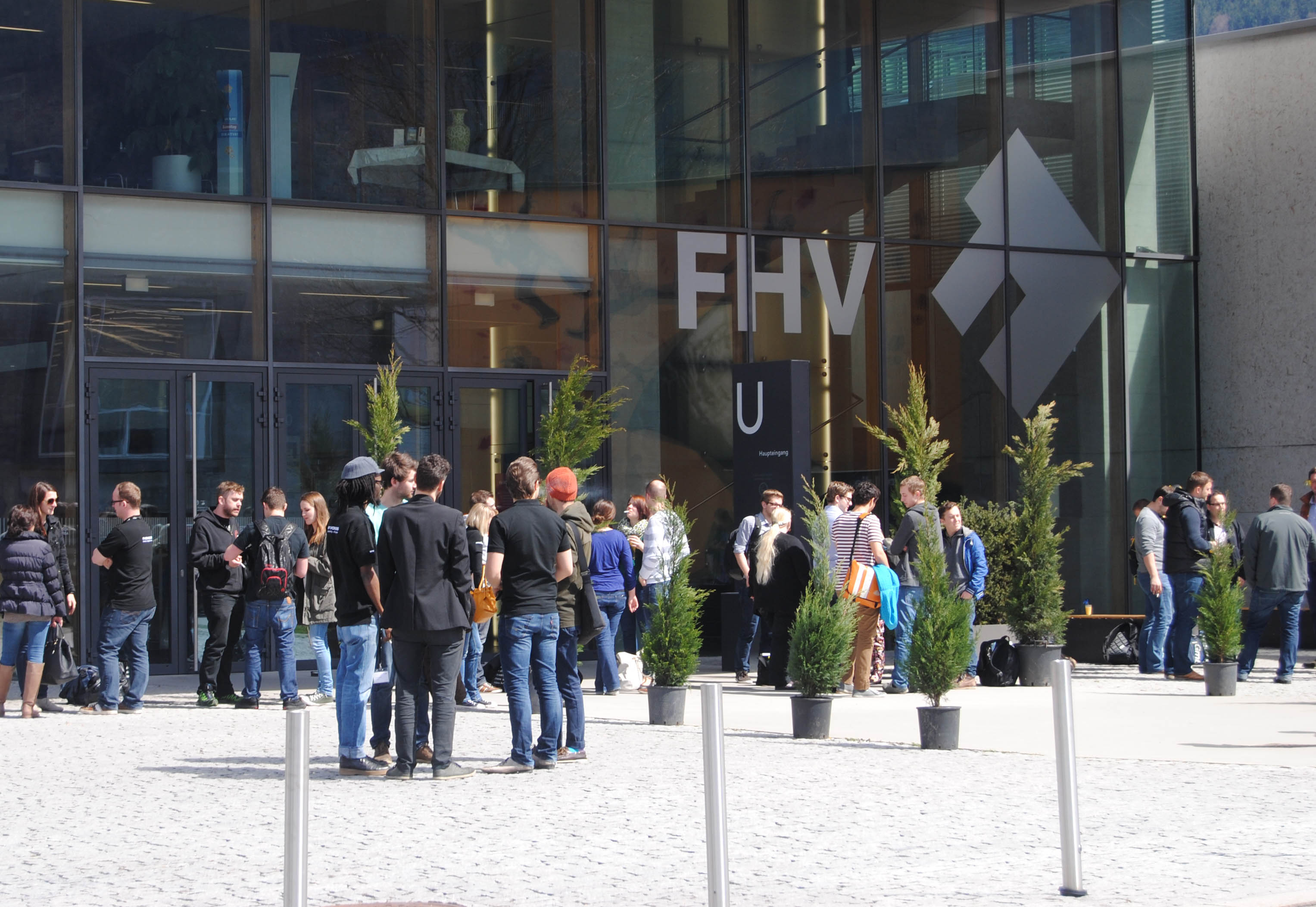
Studenti před hlavním vchodem

V současné době nabízí univerzita tyto studijní programy:

### Bakalářské studium
Doba trvání: 6 semestrů
- Mezinárodní obchodní administrativa (možnost prezenční i kombinované výuky)
- Duální elektronika
- Informatika - Softwarové a informační inženýrství
- Informatika - digitální inovace
- Mechatronika - strojírenství
- Mechatronika (možnost prezenční i kombinované výuky)
- Průmyslové inženýrství (kombinovaná výuka)
- InterMedia
- Sociální práce (možnost prezenční i kombinované výuky)
- Zdravotní a ošetřovatelská péče
- Prostředí a technologie

### Magisterské studium
Doba trvání: 4 semestry
- Obchodní administrativa (kombinovaná výuka):
  - Řízení obchodních procesů
  - Účetnictví, controlling & finance
  - Mezinárodní marketing & prodej
  - Lidské zdroje & organizace
- Mechatronika
- Udržitelné energetické systémy (kombinovaná výuka)
- Informatika
- InterMedia
- Sociální práce (kombinovaná výuka)
  - Mezikulturní sociální práce
  - Klinická sociální práce

## Výzkumná centra

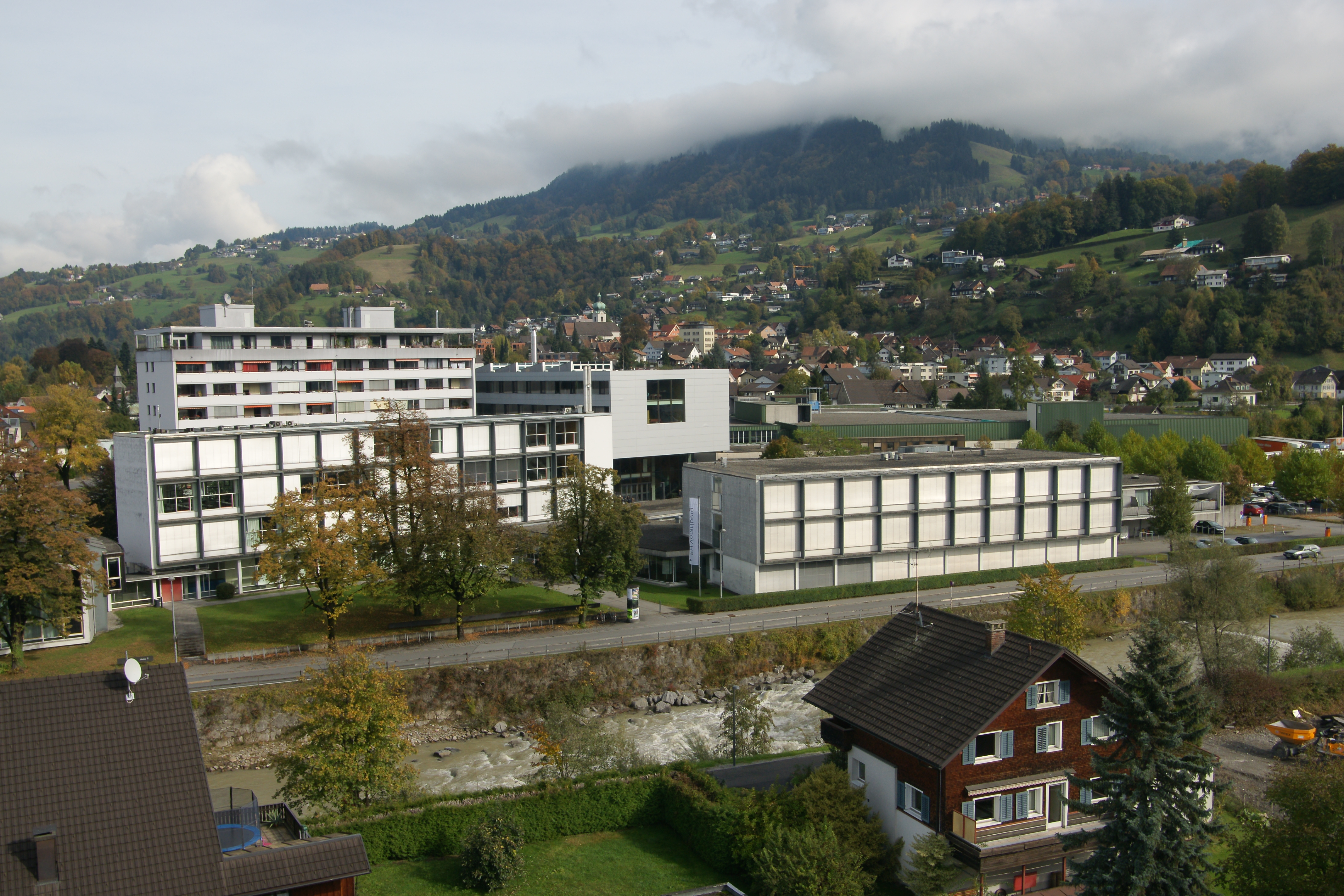
Celkový pohled na univerzitu

- Výzkumné centrum pro mikrotechnologie
- Výzkumné centrum pro technologie zaměřené na uživatele
- Výzkumné centrum pro procesní a produktové inženýrství
- Výzkumné centrum pro sociální a ekonomické vědy
- Výzkumné centrum pro energie - Jeho součástí je také Centrum Josefa Ressela pro inteligentní systémy tepelné energie[4]
- Výzkumné centrum Digital Factory Vorarlberg